# 24090 Grindavík
24090 Grindavík eller 1999 UY8 är en asteroid i huvudbältet som upptäcktes den 29 oktober 1999 av Catalina Sky Survey projektet. Den är uppkallad efter den isländska staden Grindavík.
Den tillhör asteroidgruppen Vesta.